# Lionel Fontagné
Lionel Fontagné (* 1958 in Issy-les-Moulineaux, Frankreich) ist ein französischer Wirtschaftswissenschaftler und Professor an der Universität Paris I Panthéon-Sorbonne, École d’Économie de Paris. Er ist zudem Mitglied des Conseil d’Analyse Economique, des ökonomischen Beraterstabs des französischen Premierministers, sowie Wirtschaftsberater beim Centre d’Études Prospectives et d’Informations Internationales (CEPII), Paris sowie Berater beim International Trade Center (UNCTAD-WTO), Genf.

## Leben
Nachdem er 1984 an der Universität Paris I das Doctorat 3e cycle d'Économie Internationale und 1989 das Doctorat en Science Économique abgelegt hatte, wurde er 1989 dort habilitiert, Forschung zu leiten.

## Auszeichnungen
- Prix du meilleur article 1999 im Open Economies Review. Research-Fellow 2007–2010, Global Trade Analysis Project, Purdue University. Emerald Management Reviews Citation of Excellence, 2008.

Von März 2000 bis Juni 2006 war er Direktor des Centre d’Études Prospectives et d’Informations Internationales (CEPII).

## Wirtschaftsberichte für Luxemburg
Im Auftrag der Luxemburger Tripartite hat Fontagné 2004 einen Bericht zur Beurteilung der Wettbewerbsfähigkeit der Luxemburger Volkswirtschaft erstellt. Danach tritt er als Berater bei der Umsetzung der Lissabon-Strategie auf (siehe dazu die Wettbewerbsfähigkeitsbilanz 2009).
Am 4. Februar 2010 hat Fontagné sein Update des ersten Berichts der Luxemburger Öffentlichkeit vorgestellt, mit dem Titel: "Compétitivité au Luxembourg: après la bulle". Aus den Begleitumständen des offiziell nicht beauftragten „zweiten Berichts“ vermutet die Gewerkschaft OGBL den Versuch von Seiten des Patronats, vor Beginn der geplanten neuen Runde der Tripartite eine wirtschaftspolitische Weichenstellung herbeizuführen.

## Veröffentlichungen
- L. Fontagné, M. Maffezzoli, M. Marcellino: LSM – Luxembourg Structural Model. (hrsg. von Ministère de l'Economie et du Commerce extérieur, Direction générale de la compétitivité, de la recherche et de l’innovation.) Perspectives de politique économique. N°13, Dezember 2009.
- Lionel Fontagné: «Répartir équitablement le fardeau» paperjam, 3. Februar 2010.